# HMS Heythrop (L85)
Pour les autres navires du même nom, voir HMS Heythrop.
Le HMS Heythrop (pennant number L85) est un destroyer d'escorte de classe Hunt de type II construit pour la Royal Navy pendant la Seconde Guerre mondiale.

## Construction
Le Heythrop est commandé le 4 septembre 1939 dans le cadre du programme d'urgence de la guerre de 1939 pour le chantier naval de Swan Hunter and Wigham Richardson Ltd. de Wallsend-on-Tyne en Angleterre sous le numéro J4139. La pose de la quille est effectuée le 18 décembre 1939, le Heythrop est lancé le 30 octobre 1940 et mis en service le 21 juin 1941.
Bien que sa construction s'est achevée le 21 juin 1941, il est détruit le 20 mars 1942 et par conséquent, n'a pas été parrainé par une communauté civile pendant la campagne nationale du Warship Week (semaine des navires de guerre) du mars 1942.
Les navires de classe Hunt sont censés répondre au besoin de la Royal Navy d'avoir un grand nombre de petits navires de type destroyer capables à la fois d'escorter des convois et d'opérer avec la flotte. Les Huntde type II se distinguent des navires précédents type I par une largeur (Maître-bau) accru afin d'améliorer la stabilité et de transporter l'armement initialement prévu pour ces navires.
Le Hunt type II mesure 80,54 m de longueur entre perpendiculaires et 85,34 m de longueur hors-tout. Le Maître-bau du navire mesure 9,60 m et le tirant d'eau est de 3,51 m. Le déplacement est de 1070 t standard et de 1510 t à pleine charge.
Deux chaudières Admiralty produisant de la vapeur à 2100 kPa et à 327 °C alimentent des turbines à vapeur à engrenages simples Parsons qui entraînent deux arbres d'hélices, générant 19 000 chevaux (14 000 kW) à 380 tr/min. Cela donné une vitesse de 27 nœuds (50 km/h) au navire. 281 t de carburant sont transportés, ce qui donne un rayon d'action nominale de 2 560 milles marins (4 740 km) (bien qu'en service, son rayon d'action tombe à 1 550 milles marins (2 870 km)).
L'armement principal du navire est de six canons de 4 pouces QF Mk XVI (102 mm) à double usage (anti-navire et anti-aérien) sur trois supports doubles, avec un support avant et deux arrière. Un armement antiaérien rapproché supplémentaire est fourni par une monture avec des canons quadruple de 2 livres "pom-pom" MK.VII et deux  canons Oerlikon de 20 mm Mk. III montés dans les ailes du pont. Les montures jumelles motorisées d'Oerlikon sont remplacées par des Oerlikons simples au cours de la guerre. Jusqu'à 110 charges de profondeur pouvaient être transportées,. Le navire avait un effectif de 168 officiers et hommes,.

## Histoire

### Seconde guerre mondiale

#### 1941
Après son service opérationnel, le Heythrop rejoint sa force d'escorte à Clyde le 7 juillet avant d'être transféré à Gibraltar, arrivant le 30 août. Le 17 septembre, il escorte le croiseur léger Manchester (15) et le destroyer Firedrake (H79) dans la première étape de son voyage aux États-Unis pour des réparations.
Le 25 septembre, dans le cadre de l'opération Halberd, une opération logistique pour Malte bloquée par l'ennemi de Gibraltar, le Heythrop rejoint les destroyers Cossack (F03), Fury (H76), Gurkha (F20), Lance (G87), Laforey (G99), Lightning (G55), Oribi (G66) et Farndale (L70) pour escorter les cuirassés Prince of Wales (53) et Rodney (29) et les Cruisers Edinburgh (16), Euryalus (42), Kenya (14) et Sheffield (C24) de la force A dans la première étape du voyage,,.
Deux jours plus tard, le convoi est attaqué par les airs qui endommage le cuirassé Rodney touché par des torpilles. Le Heythrop puis le Cossack, le Foresight (H68), le Forester (H74), le Fury, le Laforey, le Oribi, le Zulu (F18) et le Farndale  rejoignent la Force X pour escorter les croiseurs Edinburg, Euryalus, Hermione (74), Kenya et Sheffield traversant le détroit de Sicile après que la Force A se soit retirée. Il est détaché de la Force X pour escorter le convoi MG3, puis détaché de MG3 pour aider le navire marchand SS Imperial Star touché par une torpille. Le 28 septembre, il transporte les 300 soldats comme passager du Imperial Star pour retourner à Malte tandis que le Oribi cherche à remorquer le Imperial Star, mais le navire marchand coulera par la suite.
En octobre, le Heythrop est transféré à la 2e Flottille de destroyers, sous la Mediterranean Fleet (flotte méditerranéenne) basée à Alexandrie, en Égypte. Le navire doit voyager autour de l'Afrique, traversant le Cap de Bonne Espérance, l'océan Indien et la mer Rouge avant de rejoindre la flottille à Alexandrie le 15 novembre. Le Heythrop et son navire-jumeau (sister-ship) le Avon Vale (L06) participent à des opérations d'escorte de convois pour assurer la garnison de Tobrouk qui subit un blocus ennemi, une mission qui va durer jusqu'au début de l'année 1942.

#### 1942
Le 30 janvier 1942, le Heythrop escorte le navire marchand SS Antwerp d'Alexandrie à Tobrouk, et le retour à Alexandrie le 6 février. Le 12 février, le Heythrop et le croiseur Carlisle (D67) et les destroyers d'escorte Lance, Avon Vale et Eridge (L68) participent à l'escorte du convoi NW9A, qui comprend deux navires marchands SS Clan Chattan et SS Clan Campbell voyageant d'Alexandrie à Malte. Le convoi MW9A fusionne avec le convoi MW9B le lendemain, et est ensuite soumis à une attaque aérienne intensive de la part de l'ennemi. Le SS Clan Campbell est gravement endommagé, et est ensuite coulé alors qu'il est escorté à Tobrouk lors d'un autre raid aérien. Les quatre navires marchands des convois MW9A et MW9B n'ont pas réussi à atteindre Malte,.
Le 20 mars, le Heythrop est affecté avec ses navires-jumeaux Avon Vale, Beaufort (L14), Dulverton (L63), Eridge, Hurworth (L28) et Southwold (L10) pour effectuer des patrouilles anti-sous-marines afin de protéger le convoi ME10 d'Alexandrie. Il est attaqué par le sous-marin allemand U-652, qui se trouve à 20 kilomètres au nord-est de Bardia, en Libye. Une torpille frappe l'arrière de Heythrop qui endommage gravement la poupe qui remplit l'eau le navire, et perd sa tourelle arrière. Le Eridge cherche à remorquer le Heythrop, mais l'inondation augmente, endommageant l'axe de l'hélice gauche et faisant perdre de la vapeur dans la chaudière no 2, qui lui cause la panne de la pompe de refoulement. Le Heythrop coule que tard ce jour-là à la position géographique de 32° 22′ N, 25° 28′ E, quinze membres d'équipage perdent la vie, les survivants sont secourus par le Eridge.

### Honneurs de bataille
- ATLANTIC 1941
- LIBYA 1941-42
- MALTA CONVOYS 1942

### Commandement
- Lieutenant Commander (Lt.Cdr.) Robert Sydney Stafford (RN) du 25 février 1941 au 20 mars 1942